# Ołena Pcziłka
Ołena Pcziłka, ukr. Олена Пчілка, właśc. Olha Petriwna Kosacz, z d. Drahomanow, ukr. Ольга Петрівна Косач (ur. 17 czerwca?/29 czerwca 1849 w Hadziaczu, zm. 4 października 1930 w Kijowie) – ukraińska pisarka, krytyczka literacka, wydawczyni, etnografka i folklorystka. Matka poetki Łesi Ukrainki, lekarki i działaczki społecznej Olhy Kosacz-Krywyniuk, muzyka i wykładowczyni Oksany Kosacz-Szymanowskiej.

## Życiorys
Córka Petro Drahomanowa, ziemianina. W młodości ukończyła Instytutu Szlachetnie Urodzonych Panien w Kijowie, znała język francuski i niemiecki, zagraniczną oraz rosyjską literaturę, w młodości również muzykowała. Ogromny wpływ na pisarkę miał jej starszy brat, Mychajło Drahomanow, publicysta, historyk, pisarz, naukowiec, propagator ukraińskiej myśli społeczno-politycznej.
Temat narodowy i społeczny był głównym motywem jej pisarstwa. Podejmowała problemy ówczesnej ukraińskiej inteligencji. Sprzeciwiała się rusyfikacji i denacjonalizacji, ale była również przeciwniczką „wulgarnego nacjonalizmu”. W latach 20. XX w. pracowała w Wszechukraińskiej Akademii Nauk, której była później członkiem korespondentem. Jej działalność była powodem represji zarówno ze strony caratu (jej rodzina była pod stałym, nieoficjalnym nadzorem policji), jak i bolszewików. W 1920 r. została aresztowana przez Czeka za "antybolszewickie wystąpienia" w Hadziaczu, ale została zwolniona i wyjechała do Mohylowa, gdzie przebywała do 1924, później do śmierci mieszkała w Kijowie, uczestnicząc w działalności Wszechukraińskiej Akademii Nauk.
Ze związku z Petrem Antonowiczem Kosaczem urodziła sześcioro dzieci: dwóch synów i cztery córki. W 1903 r. straciła syna Michała, w 1909 r. męża, w 1913 r. córkę Łesię, znaną dramatopisarkę.
Folklorystyczne badania pisarki o obrzędach, zwyczajach, także pieśniach ludności na Wołyniu zaowocowały pracą Ukrajins’kyj ornament. Wzbogaciła ukraińską literaturę tłumaczeniami z Owidiusza, Goethego, Andersena, Hugo, Puszkina, Gogola, Mickiewicza. Miała ogromny wkład w literaturę dziecięcą. Należy do pierwszych kobiet-wydawców na Ukrainie. Razem z Nataliją Kobrynską były twórczyniami almanachu kobiet-pisarzy „Perszyj winok”. Była redaktorem-wydawcą żurnalu „Ridnyj kraj” z dodatkiem Mołoda Ukrajina. To właśnie na łamach tego pisma były wydawane pierwsze poetyckie próby Pawła Tyczyny i Maksyma Rylskiego. Dużo wysiłku i energii wkładała w publikowanie twórczości swoich kolegów, a znane Spiwomowky Stepana Rudynśkiego wydawała na własny koszt.
Komedia Switowa ricz, napisana na prośbę Mychajła Staryckiego była wystawiana na scenie przez Marka Kropywnyckiego, Panasa Saksahanskiego, teatr Mariji Zańkowećkiej.
Pochowana została na cmentarzu Bajkowa w Kijowie.

## Twórczość
Do jej najbardziej znanych prac należą:
- Towaryszka (1887),
- Artyszkola,
- Switlo dobra i liubovy (1888),
- Solowjowyj spiw (1889),
- Za prawdoju (1889),
- Artyszoky (1907),
- Piwtora oseledcia (1908),
- Riatujte!,
- Poźdy babo nowych prawiw.

Dramaty:
- Sużena-ne ohożena! (1881),
- Switowa ricz (1908).

Sztuki dla dzieci:
- Wesianyj ranok Tarasowyj (1914),
- Kazka zelenoho haju,
- Szczaslywyj deń Tarasyka Krawczenka (1920),
- Kyselyk, Skarb, Myr myrom (1921),
- Kobzarewi dity.